# وميض لحظي

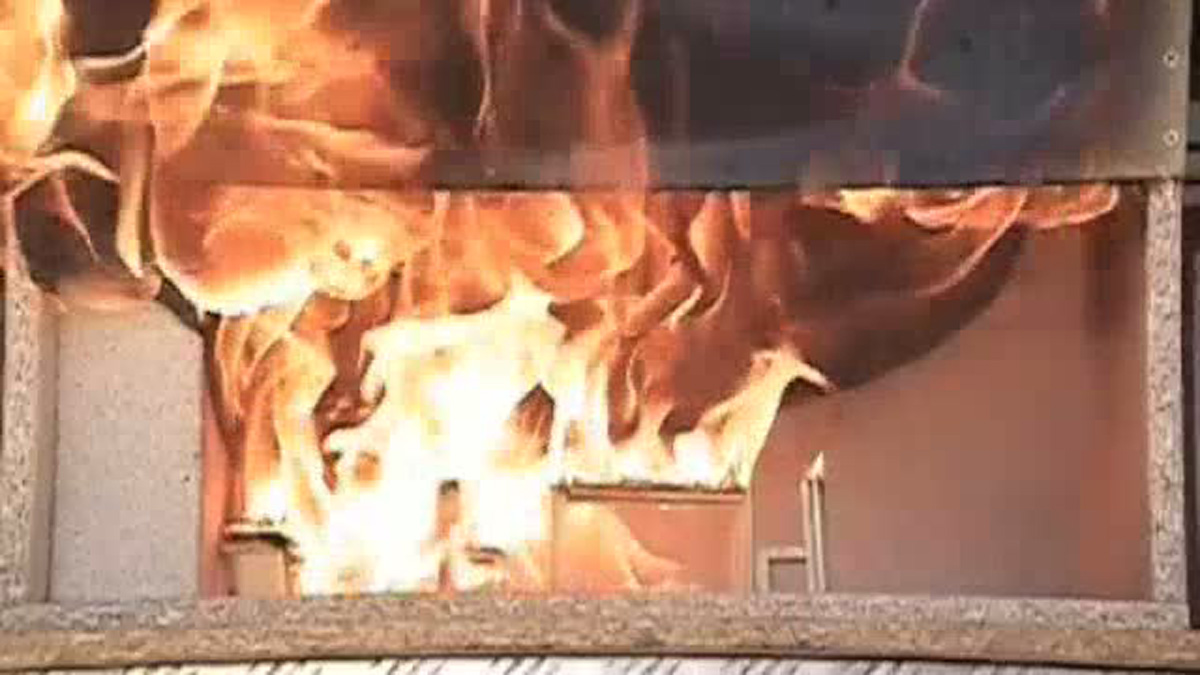
فلاش أوفر بالطبع

الوميض اللحظي هو ضوء يصدر إشعاع بسرعة كلمحة البصر، وهو عبارة عن مجموعة من الإشعاعات الضوئية التي تظهر في المواد الشفافة مع حدوث التأين، والذي يتكون نتيجة اصطدام إلكترون حر مع أغلفة إلكترونية شحناتها الكهربائية تتشابه مع بعضها البعض، بعدها تنتقل الطاقة بشكل تدريجي إلى إلكترونات الجزئيات حتى تتوقف تماماً عن الحركة، وعندما تكتسب الإلكترونات هذه الطاقة فإن مدراتها ترتفع لأعلى، والذي لا يمكث بشكل مطول، حتى ينطلق في لحظة ما إلى اتجاه مداره الأصلي، مما يؤدي إلى حدوث فارق كبير بين طاقة المدار السفلية والعلوية، وينتج عن ذلك شكل فوتون طاقته تساوي الفارق الحاصل بين الطاقة العلوية والسفلية، فيتكون الوميض اللحظي.